# Weimar-Werk

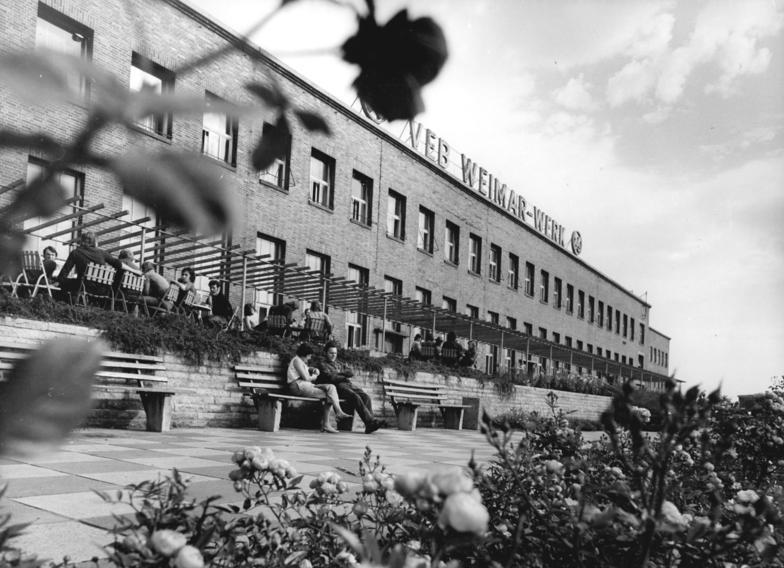
VEB Weimar-Werk, 1974

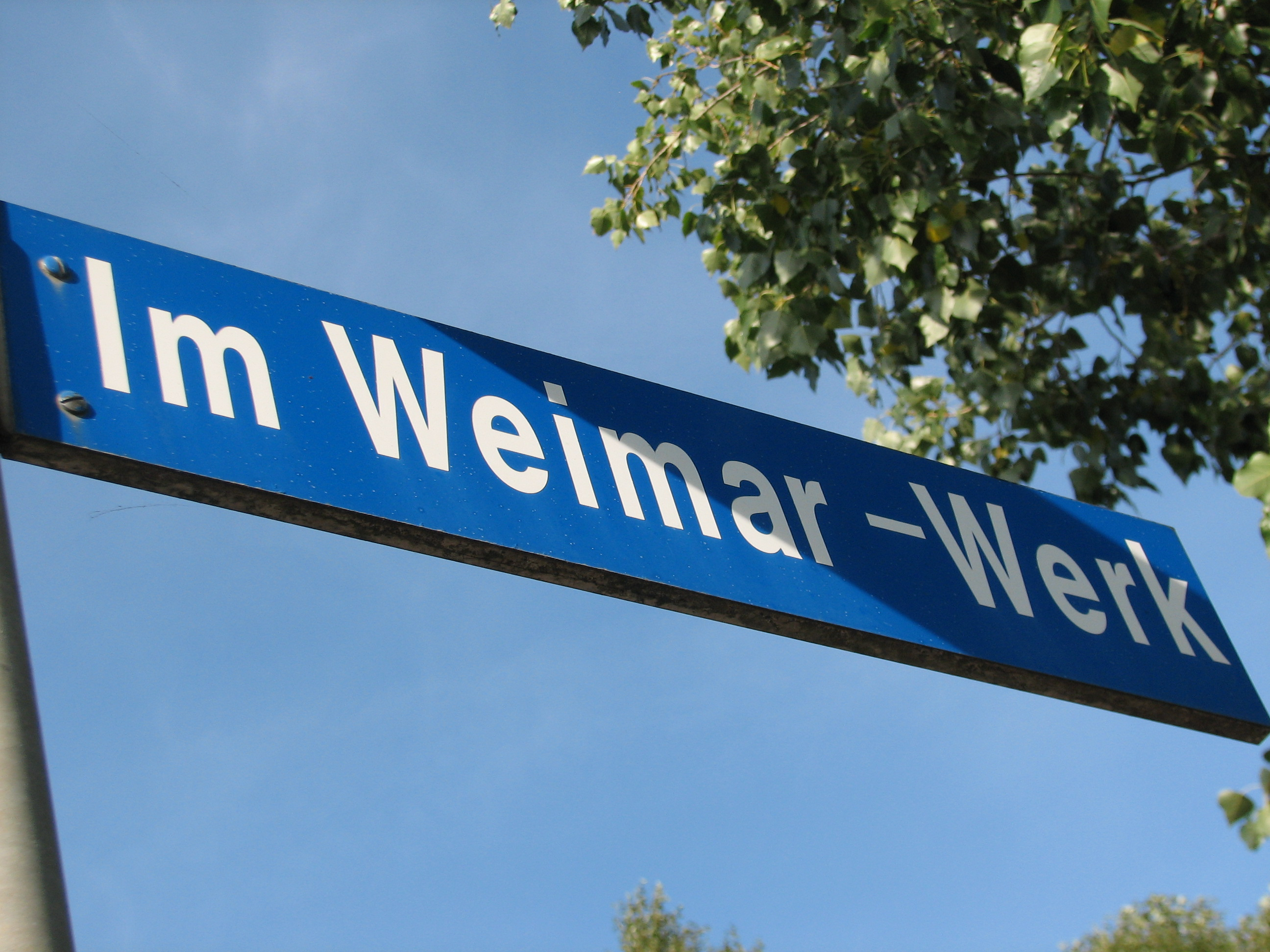
Straßenschild an der Buttelstedter Straße in Weimar: Erinnerung 2016 an das einst größte Unternehmen der Stadt

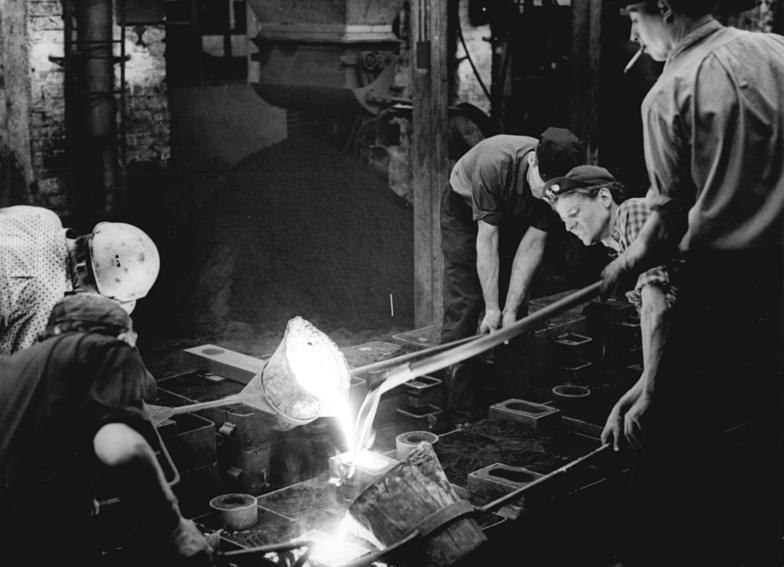
„Beim Gehäusehandguss sind die Mitglieder der Brigade „Glück Auf“ im VEB Weimar-Kombinat, Betrieb 1-Weimar-Werk. Trotz schwierigster Witterungsbedingungen konnten die Werktätigen des Betriebes durch große Leistungen den Plan für das I. Quartal 1970 erfüllen.“ Original-Bildunterschrift zum Foto von Dieter Demme, 20. April 1970, verbreitet von ADN-Zentralbild

Das VEB Weimar-Werk gehörte vor dem VEB Uhrenwerk Weimar zu den beiden überregional bekannten und arbeitsplatzreichsten Industrie-Großunternehmen in Weimar und war nördlich des Hauptbahnhofs entlang der Buttelstedter  Straße, der Kromsdorfer Straße und der Straße Im Weimar-Werk angesiedelt. Zu erwähnen hierbei ist auch die Otto-Schott-Straße.
Das Weimar-Werk profilierte sich 1953 als Mähdrescherwerk – es gehörte zu den größten Industriebetrieben im Landmaschinenbau der DDR. Von 1970 bis 1978 hatte das Unternehmen den Status eines Kombinates mit dem Namen Weimar-Kombinat. In seiner Hoch-Zeit hatte das Weimar-Werk im Stammwerk rund 4.800 Beschäftigte.

## Geschichte
Ursprung des Betriebes war die 1898 gegründete „Waggonfabrik Weimar AG“, in der Eisenbahnwaggons und Straßenbahnen produziert wurden. Nach mehrmaligem Besitzerwechsel wurden in diesem Unternehmen ab Mitte der 1930er Jahre vor allem Rüstungsgüter produziert. Nach kriegsbedingter Zerstörung und Demontage begann das Unternehmen 1946 als SAG-Betrieb mit der Instandsetzung von Waggons und der Fertigung von Gebrauchsgütern. Schwerpunkt war in der Folgezeit der Waggonbau. 1952 wurde der Betrieb mit seinen etwa 3.500 Beschäftigten in Volkseigentum unter dem Namen VEB LOWA Waggonbau Weimar überführt.
1953 wurde der Betrieb der Hauptverwaltung Landmaschinenbau zugeordnet und in „VEB Mähdrescherwerk Weimar“ umbenannt. 1954 begann die Produktion von Mähdreschern sowie Kartoffel- und Rübenvollerntemaschinen, zunächst auf Basis sowjetischer Konstruktionen. Dazu kamen Gespanngrasmäher und -rechen.
Ab Mitte der 1950er Jahre wurde der Betrieb auf die Entwicklung und Produktion von Kartoffelerntetechnik und Ladern ausgerichtet. Anfang der 1960er Jahre kamen Maschinen und Ausrüstungen für die Kartoffelaufbereitung und -lagerung hinzu. Als Folge davon wurde die Mähdrescherfertigung 1962 in Weimar eingestellt. Bereits ab 1960 lief die Produktion von Mähdreschern im Kombinat Fortschritt Landmaschinen, Werk Singwitz. 
Der Betrieb wurde 1964 in „VEB Weimar-Werk“ umbenannt. 1970 wurde in Verbindung mit der Fusion von Land- und Nahrungsgütermaschinenbau das Weimar-Kombinat gebildet und für folgende Maschinensysteme profiliert:
- Bodenbearbeitung, Bestellung, Düngung, Pflanzenschutz
- Kartoffelernte, -aufbereitung und -lagerung
- Rübenernte

Neben den betreffenden Betrieben aus der VVB Landmaschinenbau wurden diesem Kombinat weitere, vor allem Klein- und Mittelbetriebe der Landmaschinen- und Zulieferbranche zugeordnet. Das Weimar-Kombinat hatte 1970 21 Betriebe mit insgesamt etwa 11.000 Beschäftigten, davon etwa 4.800 im Weimar-Werk.
In der Folgezeit wurden dem Kombinat weitere Betriebe, darunter ehemalige private bzw. halbstaatliche Unternehmen des Landmaschinen- und Zulieferbereiches, zugeordnet, darunter der VEB Landmaschinenbau Halberstadt (ehemals Firma Dehne). Die Privatunternehmen waren zuvor in Volkseigentum überführt worden.
Mit der Bildung des Kombinats Fortschritt Landmaschinen im Jahr 1978 wurde das Weimar-Kombinat mit seinen etwa 15.000 Beschäftigten aufgelöst. Dem Weimar-Werk, das zu diesem Zeitpunkt mit seinen Betriebsteilen etwa 5.700 Beschäftigte hatte, wurden gleichzeitig Leitungsaufgaben gegenüber weiteren neun juristisch selbständigen Betrieben des Kombinats Fortschritt Landmaschinen mit insgesamt etwa 4.200 Beschäftigten übertragen.
Mitte der 1980er Jahre wurden einige dieser Betriebe in Betriebsteile umgewandelt und/oder anderen Kombinatsbetrieben zugeordnet. Im Ergebnis dieser Maßnahmen hatte das Weimar-Werk Ende der 1980er Jahre etwa 6.400 Beschäftigte, von denen etwa 1.600 in den Betriebsteilen Halberstadt, St. Egidien, Lobenstein, Apolda, Auma und Buttstädt tätig waren. Der Umsatz lag bei etwa 930 Mio. DDR-Mark.
Am 30. April 1990 trat das Weimar-Werk aus dem Verband des Kombinats Fortschritt Landmaschinen aus. Unter der nachfolgenden Treuhandverwaltung wurde das Unternehmen mit dem Ziel einer zukunftsträchtigen Privatisierung in mehrere selbständige Wirtschaftseinheiten aufgeteilt. Von den Unternehmen, die an das Erzeugnisprofil des Weimar-Werkes anknüpften, hatte keines Bestand. Letzte Liquidationen erfolgten 1997.

## Betriebe
Mit der Kombinatsbildung schuf man in Weimar nur wenige zentralisierte Leitungs- und Leistungseinheiten für diese Wirtschaftseinheit. Im Wesentlichen wurde damit eine konzernartige Organisation und Leitung praktiziert bei weitgehender Selbständigkeit der Kombinatsbetriebe.
Die wichtigsten Betriebe des Weimar-Kombinats:
- Weimar-Werk
- Institut für Landmaschinentechnik Leipzig
- Bodenbearbeitungsgerätewerk Leipzig

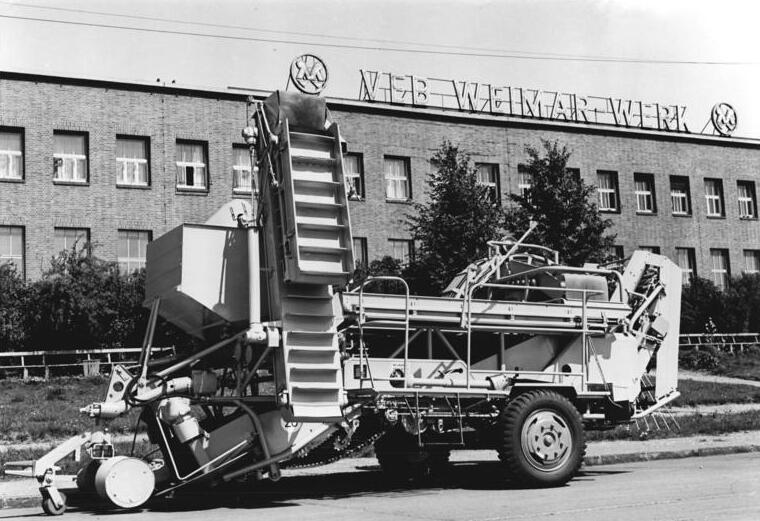
Kartoffelsammelroder E 665 - ADN-Zentralbild, Dieter Demme, 6. August 1968

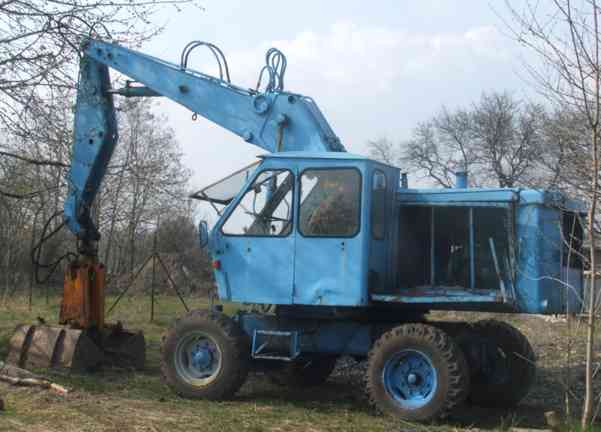
Mobilbagger T 174-1

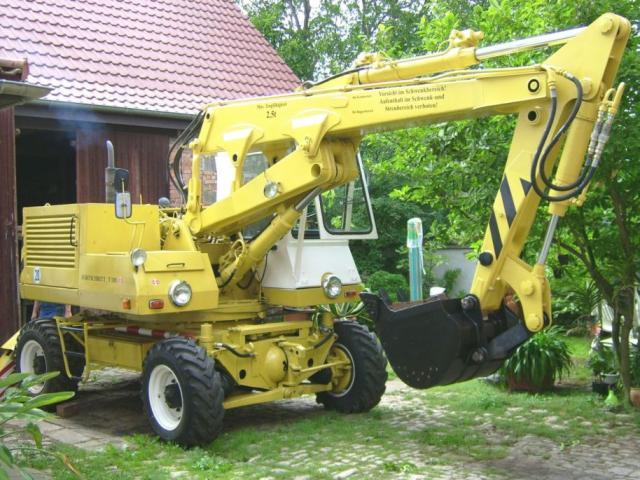
Mobilbagger T 185 aus dem Jahr 1981

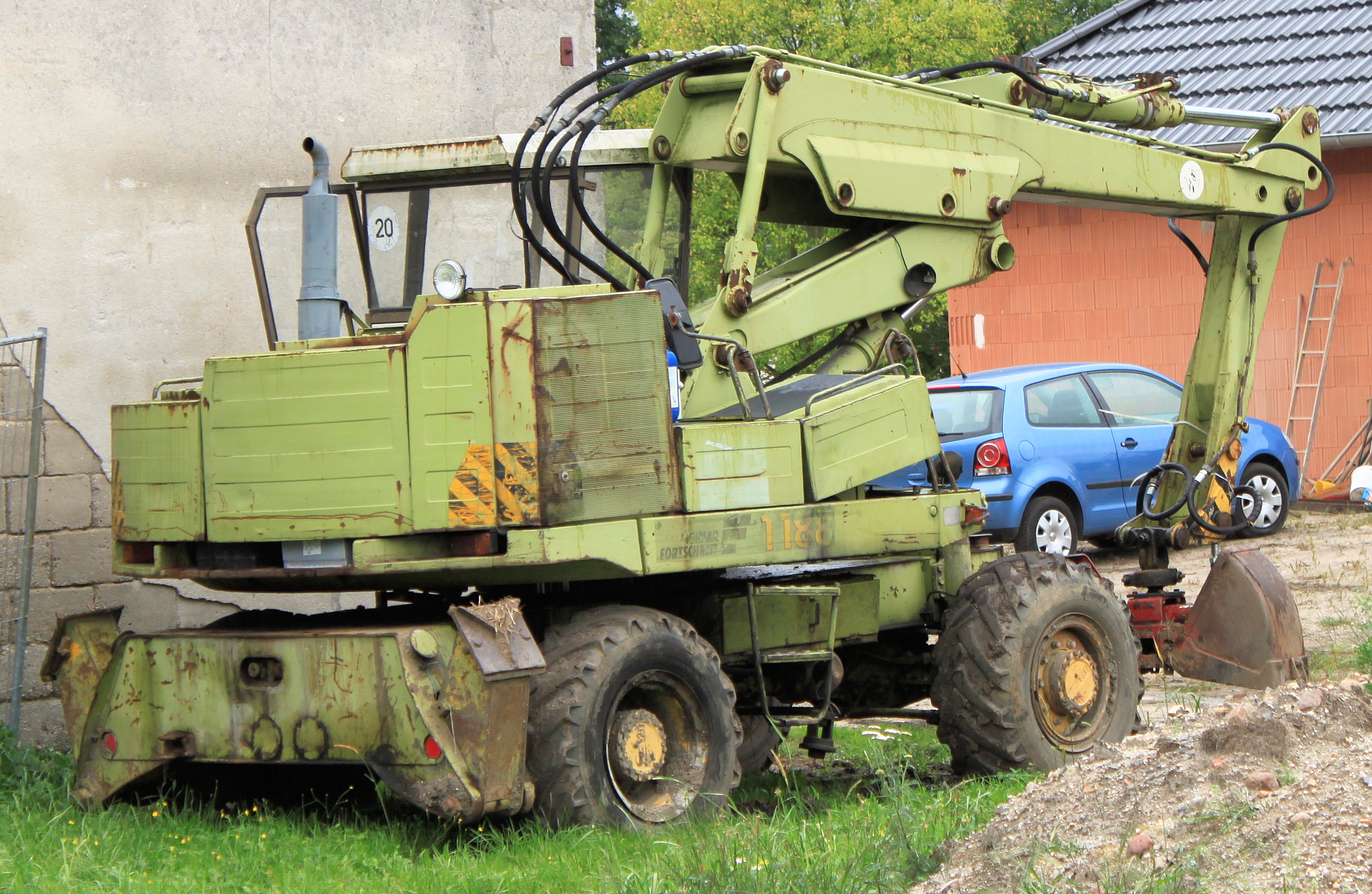
Mobilbagger T 188

- Landmaschinenbau Torgau
- Landmaschinenbau Bernburg
- Landmaschinenbau Döbeln
- Landmaschinenbau Güstrow
- Landmaschinenbau Auma
- Landmaschinenbau Halberstadt
- Fortschritt St. Egidien
- Landmaschinenbau Großschirma
- Meteor-Werk Zella-Mehlis
- Feuerlöschgerätewerk Apolda
- Hydrauflex Plauen

## Erzeugnisse
Neben den Grasmähern, Schwadern und Rechen für Gespann, die noch bis 1958 produziert wurden, waren die Erzeugnisse der 1950er Jahre:
- Mähdrescher E 171 nach sowjetischer Konstruktion ab 1954 und die modifizierten Eigenentwicklungen E 173 und E 175 ab 1955
- 2-reihige Kartoffelvollerntemaschine E 671 nach sowjetischer Konstruktion ab 1954 und die Eigenentwicklung E 372 ab 1958
- Selbstfahrender Lader T 170 ab 1957

Erzeugnisse der 1960er und 1970er Jahre:
- 2-reihige Kartoffelvollerntemaschine E 675 ab 1960 und das Baukastensystem E 665 mit 25 Varianten ab 1964
- Selbstfahrender Lader T 172 ab 1960, T 174/1 ab 1967 und T 174/2 ab 1971
- Produktion von 61 Sätzen des Seilzugaggregats SZ 24 in den Jahren 1960/1961, die Dieselmotorvariante eines Zweimaschinen-Dampfseilpflugs
- Entwicklung und Produktion der Meliorationstechnik Maulwurfdränmaschine B 750, selbstfahrende Grabenräummaschine B 770 und selbstfahrender Grabenbagger B 771 in den Jahren 1961 bis 1964
- Maschinen und Ausrüstungen für die stationäre Aufbereitung von Kartoffeln mit dem Rollenverlesetisch K 711 ab 1966 und für Kartoffellagerhäuser mit der entsprechenden Sortier-, Fraktionier- und Verlesetechnik sowie der automatischen Trenneinrichtung für Kartoffeln, Kluten und Steine K 691 ab 1977
- 2- und 3-reihige Rodelader E 682 und E 684 ab 1977 sowie die 3-reihige selbstfahrende Kartoffelerntemaschine E 688 ab 1978

Haupterzeugnisse der 1980er Jahre:
- 2-reihiger Kartoffel-Rodetrennlader E 686 ab 1981 und 1-reihiger Kartoffel-Rodetrennlader E 689 ab 1982
- Mobiler Lader/Bagger T 188 ab 1983
- Stallarbeitsmaschine HT 140 ab 1984
- 2-reihiger Kartoffel-Rodetrennlader E 686 mit elektronisch gesteuerter Beimengungstrennung ab 1987

Im Zeitraum 1970 bis 1978 (Existenz des Weimar-Kombinats) kamen folgende Landtechnikprogramme dazu:
- Bodenbearbeitungstechnik (Programme der Betriebe Leipzig und Torgau)
- Aussaattechnik (Programm des Betriebs Bernburg)
- Düngungstechnik (Programm der Betriebe Güstrow und Döbeln)
- Pflanzenschutztechnik (Programm des Betriebs Leipzig, das 1973 nach Ungarn verlagert wurde)
- Rübenerntetechnik (Programme der Betriebe Leipzig, Torgau und Döbeln, die ab Mitte der 1970er Jahre auf die Baugruppenproduktion für den selbstfahrenden Rodelader KS 6 mit Finalproduktion in der Ukraine beschränkt waren)

Bei den Zulieferprogrammen waren die Schwerpunkte dieser Zeit:
- Rollenketten (Programm des Betriebs Zella-Mehlis)
- Hydraulikschläuche (Programm des Betriebs Plauen)
- Stahlflaschen (Programm des Betriebs Apolda)

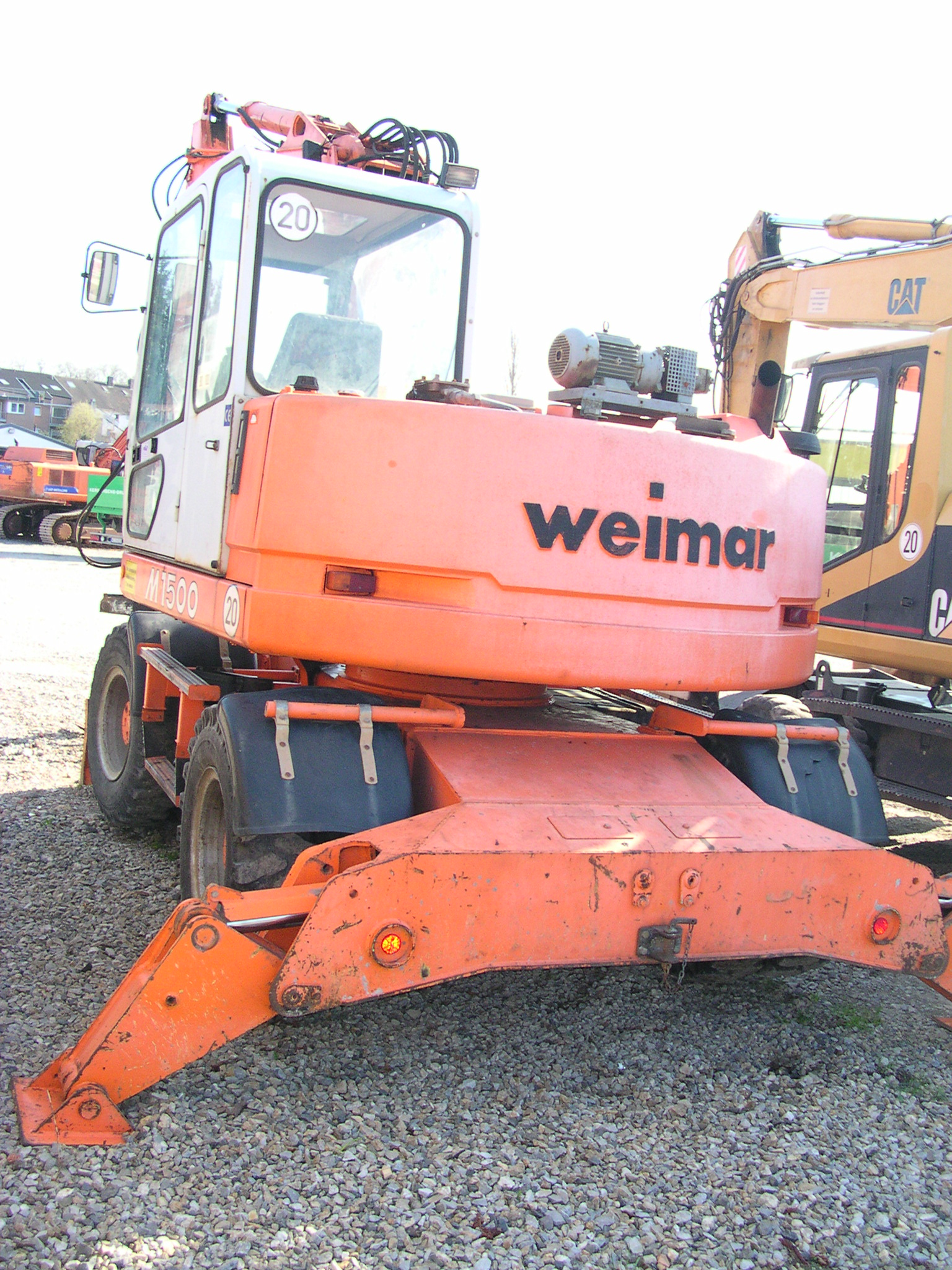
Weimar-Bagger

## Lehrlingsausbildung
Die Thüringische Landeszeitung berichtete am 21. August 2014 mit der Überschrift „50 Jahre im Weimar-Werk“ über eine zum Monatsende in den Ruhestand wechselnde Arbeiterin (64), deren Berufsleben beispielhaft für ähnliche Weimar-Werk-Lebensläufe steht: Am 1. September 1964 hatte sie ihre dreijährige Ausbildung in der damals ersten Metallklasse im VEB Weimar-Werk begonnen – als eine von 300 Lehrlingen, die gleichzeitig mit der Lehre die 9. und 10. Klasse absolvierten. Die Jugendliche erlernte den Beruf eines Drehers – weibliche Berufsbezeichnungen waren damals nicht üblich. Die Berufsschule war in einer Baracke, wo sich heute der Mitarbeiter-Parkplatz der Hydrema Produktion GmbH befindet. Die Lehrwerkstatt war im unteren Werk neben der Halle „Roter Oktober“. Zur damaligen Zeit wurden im Werk der Siebkettenrodelader E 649 und der Mobilbagger T 172 hergestellt. Nach ihrer Lehre war eine Nutfräsmaschine ihr Arbeitsplatz. 1968 begann sie ein Maschinenbau-Studium: Sie wurde an die Fachschule Schmalkalden zum Direktstudium „Technologie“ delegiert. Anschließend war sie von 1971 bis 1994 im Weimar-Werk als Technologin tätig. 1995 betrieb die Treuhandanstalt die Privatisierung; die dänische Hydrema übernahm Teile des Standorts, die sie bis heute betreibt – und die nunmehrige Rentnerin kann auf 50 Jahre Tätigkeit im Weimar-Werk und in einem Nachfolge-Unternehmen zurückblicken.

## Varia

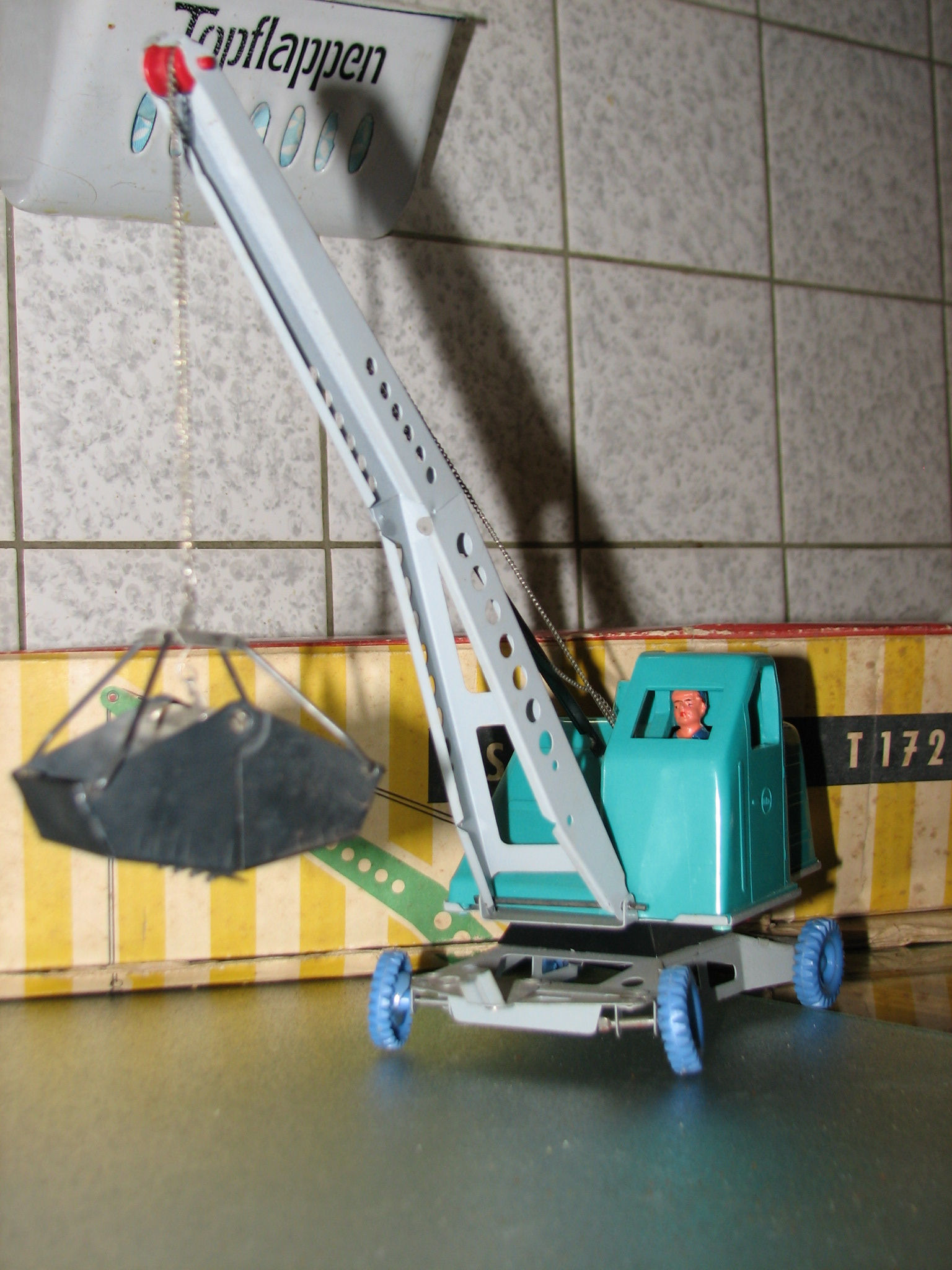
T 172 als Spielzeug-Version von vor 1964, gefertigt vom VEB (K) Metallspielwaren Weimar

Der damals ebenfalls in Weimar ansässige Hersteller von Blechspielzeug VEB (K) Metallspielwaren Weimar produzierte den Selbstlader-Bagger T 172 als mechanisches, mit feingliedrigen Metallketten gesteuertes, maßstabsgetreues Spielzeug bis 1964, die Anzahl der produzierten Modelle ist nicht bekannt.